# زراعة القطن في السودان

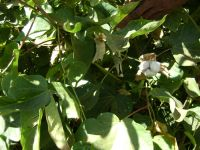

امرأة تحمل قطنًا على رأسها - السودان - ديسمبر 1961

يعد القطن أهم نباتات الألياف التي تدخل في الصناعة، هذا ولم تتسع زراعته إلا منذ القرن الثامن عشر الميلادي عندما اكتشفت آلة فصل القطن عن بذرته وظهرت آلة الغزل، ثم النسيج الآلي. ومن أهم استعمالات القطن- غير صناعة الملابس- صناعة القطن الطبي وغيرها، إضافة إلى ما يستخرج من بذرته من زيت، وعلف للحيوان.

## أقسام القطن
- القطن قصيرالتيلة: وهو الذي يقل طول تيلته عن بوصة، ويكون في العادة خشن الملمس قليل المرونة.[1]
- القطن متوسط التيلة: ويتراوح طول تيلته ما بين بوصة.
- القطن طويل التيلة: وهو الذي يزيد طول تيلته عن بوصة . ويعد هذا النوع أفضل أنواع القطن وأكثرها جودة.

## أصناف القطن في السودان
- القطن في القطاع  المطري :

1-   البار في منطقة جبال النوبة الاستوائية.
2-   اكرين في منطقة الدمازين أصناف لم يتم التوسع في زراعتها الماك (8)151ويعرف تجارين باكرين "83 " شمبات (س) ويعرف تجاريا نوبة 82
3-   أكالا 93 ويعرف تجاريا نوبة 93 سودان أكالا .
- القطن في القطاع  المروى

1-   بركات -  بكان 90 -    أكالا ( باراك 67 ب ) - أكالا المحسنة ( باراك 2069 )
اكتسب السودان خبرة واسعة في مجال زراعة القطن نسبة إلى دخوله حيز الدورة الزراعية منذ ثلاثينات القرن الماضي في عهد الاحتلال البريطاني بغرض تغذية المصانع بحاجتها من خام القطن الذي يزرع في مساحة تصل إلى 600 ألف فدان في مشروع الجزيرة الذي يعود تأسيسه إلى سنة 1925 كأكبر مشروع زراعي في القارة الإفريقية.
انتعش محصول السودان في سنة 933–934 بعض انتعاش بالنسبة إلى ما كان عليه في الموسم الأسبق، ولكن محصول أوغندا هبط عن أقصى حد بلغه في سنة 1932–1933.